# حادثه کشتی مادره د زئوس
حادثه کشتی مادر زئوس انگلیسی: Nossa Senhora da Graça incident، (به پرتغالی: Incidente da Madre de Deus)، یک درگیری سه روزه در ۳–۶ ژانویه ۱۶۱۰ میلادی، بین یک کرک (نوعی کشتی بادبانی) متعلق به پادشاهی پرتغال و سامورایی‌ها وابسته به خاندان آریما در بندر ناگاساکی، ژاپن بود. این کشتی هنگامی که توسط کشتی‌های سامورایی مورد تعقیب و حمله بود توسط کاپیتان آن آندره پسوآ، به آتش کشیده شده و غرق شد. در آن زمان این مقاومت بسیار سخت و مرگبار ژاپن را تحت تأثیر قرار داد و تأثیر این رویداد حتی در قرن ۱۹ نیز ادامه داشت.

## زمینه
ورود بازرگانان پرتغالی در سال ۱۵۴۳ به ژاپن شروع اولین تماس این کشور با غرب بود. به زودی بازرگانان پرتغالی یک پست تجاری در بندر ناگاساکی ایجاد کردند، که با دفتر مرکزی در گوا از طریق ملاکای امپراتوری پرتغال در ارتباط بود. کرک‌های بزرگ در شکوفایی تجارت در دوره تجاری نانبان، معرف کالاها و عقاید جدید به ژاپن بودند، که مهم‌ترین آنها تفنگ شمخال و مسیحیت بود. بعد، آنها در یک مثلث تجارتی مشغول شدند. از آنجائیکه تجارت مستقیم چین با ژاپن به علل سیاسی ممنوع بود، تجار پرتغالی تبادل نقرهٔ ژاپنی با ابریشم چینی را از طریق ماکائو در ساحل چین در نزدیکی گوانگژو، انجام می‌دادند. ناگاساکی بتدریج از یک روستای ماهیگیری به محل اجتماع میسیونرهای یسوعی‌ها و تجار پرتغالی تبدیل شده بود. خودمختاری و نفوذ مذهبی در این بندر مورد خشم مقامات بالای قدرت در ژاپن بود. خودمختاری نسبی پرتغالی‌ها در سال ۱۵۸۸ لغو شد و از ۱۶۰۵ ناگاساکی بوگیو کنترل این بندر را در دست گرفت.
در همان زمان، انحصار پرتغالی در تجارت دریایی شرق آسیا به طرز فزاینده‌ای توسط کسانی که تازه از راه رسیده بودند به چالش کشیده شد. هلندی، که در حال جنگ هلند و پرتغال بودند، برای اولین بار در سال ۱۶۰۰ با کشتی لیفده به ژاپن رسیدند، و ناوبر این کشتی، ویلیام آدامز (دریانورد) انگلیسی، موفق شد به مشاور کلیدی شوگون توکوگاوا ایه‌یاسو تبدیل شود. وی از منافع هلند در ژاپن دفاع می‌کرد. اسپانیایی‌ها نیز که پایگاه اصلی آنها در منطقه در فیلیپین واقع شده بود، به دنبال حضور در صحنهٔ تجارت در ژاپن بودند. ژاپن که در این زمان به تجارت با کشورهای خارجی مایل بود، شروع به صدور مجوز برای کشتی‌های تجاری کرد. کشتی‌هایی که مجوز تجارت با ژاپن را داشتند شوئین سن نامیده می‌شدند. محدودهٔ حرکت این کشتی‌ها در آب‌های مالاکا و جزایر ملوک بود.

## حادثه در ماکائو

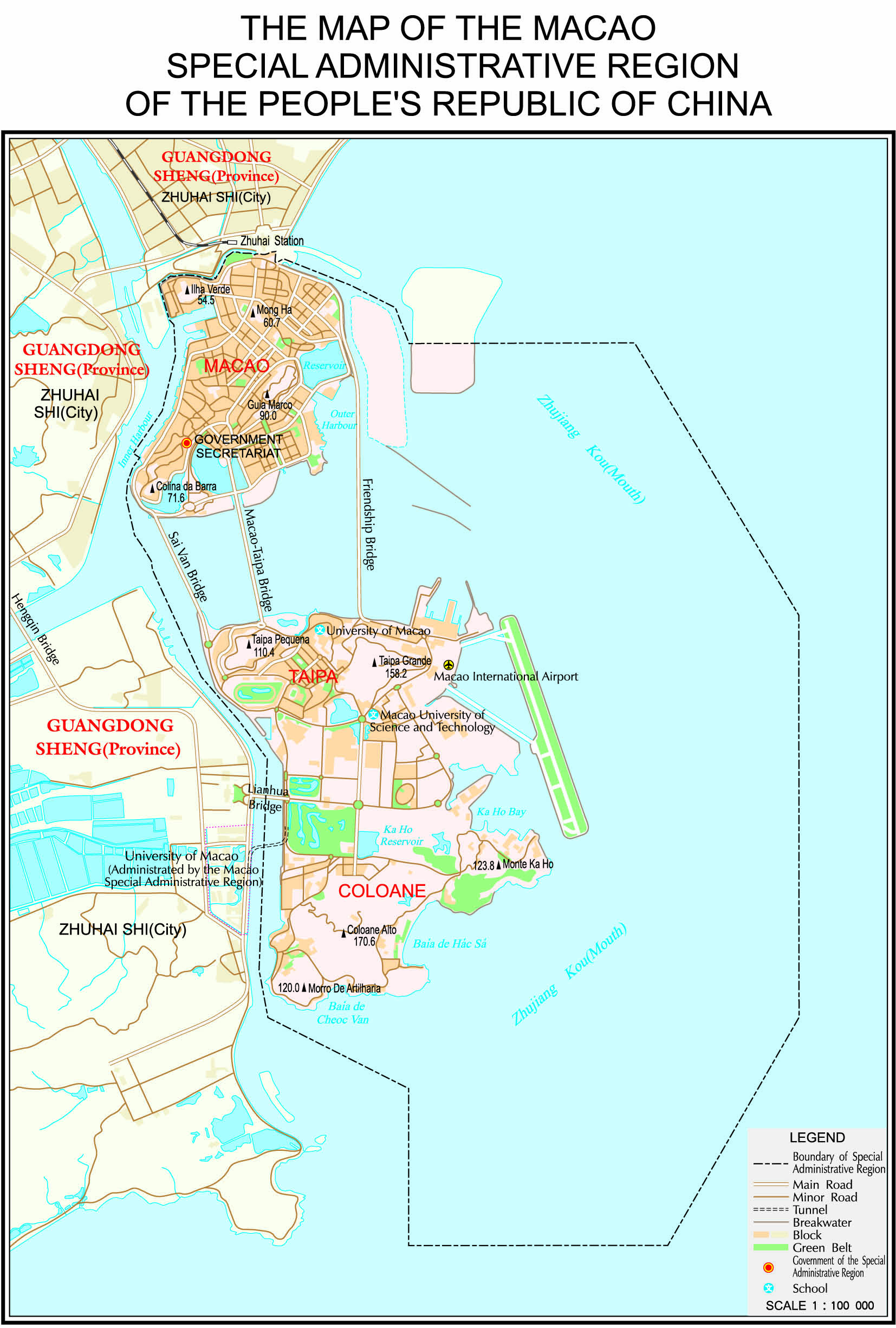
نقشه ماکائو در ساحل چین در نزدیکی گوانگژو

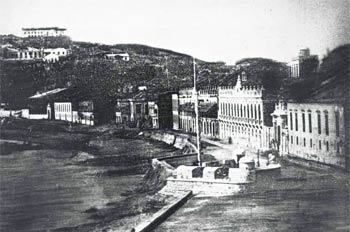
ساحل ماکائو (۱۸۴۴)

علت مستقیم حادثه کشتی مادر زئوس درگیری ساحلی در ۳۰ نوامبر ۱۶۰۸ در ماکائو بود که منجر به کشته شدن ۵۰ سامورایی ژاپنی به دستور کاپیتان-سرگرد آندره پسوا شد.  از آنجایی که ماکائو در آن زمان فرماندار دائمی نداشت، کاپیتان سرگرد مسیر ژاپن زمانی که در شهر بود به عنوان فرماندار عمل کرد و بر سنای ماکائو مسلط شد.
در سال ۱۶۰۸، یک کشتی مهر قرمز متعلق به قلمرو شیمابارا دایمیو آریما هارونوبو پس از بازگشت از کامبوج برای آوردن محموله ای از چوب آگار در ماکائو پیاده شدند و صد داشتند تا فصل موسمی ۱۶۰۹ در آنجا زمستان گذرانی کنند. خدمه ژاپنی رفتار بی‌رحمانه‌ای داشتند و گستاخانه در گروه‌های مسلح سی یا چهل نفری در شهر قدم می‌زدند. ساکنان چینی که از این موضوع بسیار نگران بودند، از سنای ماکائو خواستند که این فعالیت‌ها را محدود کند یا ژاپنی‌ها را به‌طور کلی اخراج کند. سنای ماکائو به ژاپنی‌ها توصیه کرد که رفتار خود را تعدیل کنند و خود را به شکل چینی در بیاورند، اما این امر به کلی نادیده گرفته شد.
از آنجایی که تعامل فقط برای تشویق خدمه ژاپنی به نظر می‌رسید که هموطنانشان از یک کشتی غرق شده در نزدیکی به آنها ملحق شدند، مقامات پرتغالی موضع خود را در پاسخ سخت‌تر کردند تا مبادا ژاپنی‌ها سعی کنند ماکائو را تصرف کنند. در ۳۰ نوامبر، باند ژاپنی وارد یک نزاع جدی شد، زمانی که «اوویدور» (قاضی) پرتغالی برای توقف درگیری آمد، او مجروح شد و نگهبانانش کشته شدند. زنگ‌های کلیسا به دنبال این حادثه به صدا درآمدند و کاپیتان -سرگرد آندره پسوا با تمام نیروهای کمکی موجود در محل حاضر شد. ژاپنی‌ها فرار کردند و به دو خانه پناه بردند که سربازان پرتغالی به سرعت آنها را محاصره کردند. پسوا به کسانی که تسلیم می‌شدند پناه می‌داد، اما ۲۷ نفر از کسانی که در خانه اول بودند نپذیرفتند و هنگامی که به زور از خانه بیرون رانده شدند با شلیک گلوله کشته شدند. خانه دوم و ژاپنی‌های آنجا که تعداد آنها حدود ۵۰ نفر می‌شد، مجبور شدند با وعده زندگی و آزادی تسلیم شوند. اما به دستور پسوآ سرکردگان مظنون را در زندان خفه کردند، در حالی که بقیه پس از امضای یک سوگندنامه برای تبرئه پرتغالی‌ها از هر سرزنش، اجازه خروج از ماکائو را پیدا کردند.

## حادثه در ناگاساکی
پس از آن آندره پسوآ با یک کشتی تجاری پر از ابریشم و دیگر اجناس راهی ژاپن شد و در بندر ناگاساکی پهلو گرفت. پس از مدتی که از اقامت او در ژاپن گذشت، بازماندگان ژاپنی حادثه ماکائو از او شکایت کردند. از او خواسته شد که برای انجام توضیحات به نزد مقامات برود اما او در داخل کشتی پناه گرفته و حاضر به اجرای این امر نشد. در درگیری دریایی سه روزه‌ای که به قصد دستگیری او بین ژاپنی‌های سامورایی و ملوانان کشتی پرتغالی درگرفت عده بسیاری از هر دو طرف کشته شدند.
در شب اول، گروه از سامورایی‌های آریما که بر کشتی جانک سوار بودند پر از مردان فریاد زده به کشتی مادر زئوس بدون نور و  کاملاً ساکت نزدیک شدند. ژاپنی‌ها ابتدا شلیک کردند، دو رگبار تفنگ و تیر شلیک کردند و پسوا پاسخ داد. ناوگروه ژاپنی پراکنده شد و برای شب عقب‌نشینی کرد زیرا کاراک پرتغالی در فوکاهوری به دلیل کمبود باد لنگر انداخت.
ژاپنی‌ها تصور کرد که این نبرد شکست خورده‌است و پیکی را به سونپو فرستادند که این خبر را حمل می‌کرد. ایه‌یاسو با خشم شدید این خبر را دریافت کرد و دستور داد تمام پرتغالی‌های ناگاساکی از جمله مبلغان یسوعی اعدام شوند. این دستور هرگز اجرا نشد زیرا وضعیت به‌طور قابل توجهی تغییر کرد.
در نهایت آندره پسوآ در شب چهارم نبرد با آتش زدن کشتی موجب غرق آن و در نتیجه کشته شدن خود شد.

## عواقب
این حادثه موجب تیره شدن روابط شوگون‌سالاری توکوگاوا و پادشاهی پرتغال شد.
بازرگانان و مبلغان پرتغالی باقیمانده به‌طور طبیعی نگران سرنوشت خود بودند، به خصوص که توکوگاوا ایه‌یاسو شخصاً دستور اعدام آنها را صادر کرده بود. آریما که خود مسیحی بود، ظاهراً از کاری که انجام داده بود پشیمان شد و از طرف یسوعی‌ها شفاعت کرد. ایه‌یاسو از زمان او تغییر کرد. متقاعد شده بود که تجارت خارجی باید بدون مبلغان انجام شد. در نهایت به بازرگانان اجازه داده شد که با اموال خود به ماکائو بروند در حالی که مبلغان می‌توانستند در آنجا بمانند.
(به نقل از ژواو رودریگز، که توسط ویلیام آدامز (دریانورد) جایگزین شد). در مارس ۱۶۱۰، هاسه گاوا به بازرگانان در حال خروج گفت: «رشته تجارت را قطع نکنید، بلکه برای حداقل یک مقدار کوچک ترتیب دهید. کشتی امسال خواهد آمد و کشتی بزرگ‌سال بعد، زمانی که همه چیز دوباره خوب شود.»